# Geitocochylis gustatoria
Geitocochylis gustatoria är en fjärilsart som beskrevs av Józef Razowski 1984. Geitocochylis gustatoria ingår i släktet Geitocochylis och familjen vecklare. Inga underarter finns listade i Catalogue of Life.